# 레지널드 허들린
레지널드 앨런 허들린(영어: Reginald Alan Hudlin, 1961년 12월 15일 ~ )은 미국의 작가, 영화 감독, 영화 프로듀서이다. 타란티노의 《장고: 분노의 추적자》(2012)의 제작자로 참여했다. 만화 《블랙 팬서》 네 번째 시리즈의 스토리 작가로 일하기도 했었다. 2016년 제88회 아카데미상 시상식에서 보조 프로듀서를 맡게 되었다.

## 출연 작품
- 죽는 날까지 (2017)
- 마셜 (2017)
- 장고:분노의 추적자 (2012)
- 아웃소스드 (2010)
- 마블 나이츠 (2009)
- 모던 패밀리 1 (2009)
- 엘리자베스 헐리의 못말리는 이혼녀 (2002)
- 레이디스 맨 (2000)
- 라이드 (1998)
- 화이트 히어로 (1996)
- 조의 아파트 (1996)
- 부메랑 (1992)
- 하우스 파티 (1990)
- 그녀는 그것을 좋아해 (1986)